# Acaricid
Acaricidele sunt o clasă de combinații chimice insecticide folosite la combaterea acarienilor.
Acest articol conține text din Dicționarul enciclopedic român (1962-1966), aflat acum în domeniul public.
Acaricidele reprezintă o substanță chimică ce omoară păianjenii (Acarieni) microscopici, dăunători ai plantelor de cultură. Substanțele acaricide pot avea acțiune generală asupra acarienilor (omoară adulții, larvele și ouăle) sau acțiune specifică (ucid numai anumite stadii).